# Yeovil Town FC
A Yeovil Town Football Club egy angol labdarúgócsapat, melynek székhelye Yeovil városában, Somerset megyében található. Jelenleg a Football League Two-ban, az angol labdarúgás negyedik osztályában szerepel.
A csapatot 1895-ben alapították és 108 évet kellett várni, mire 2003-ban feljutott a The Football League-be. Hazai mérkőzéseit 1990 óta a Huish Parkban játssza, mely egy korábbi katonai laktanya helyén épült fel, nevét pedig a klub korábbi stadionja, a Huish után kapta.
A The Football League-en kívül töltött időszaka alatt a Yeovil az egyik legsikeresebb "Non-League" csapat az FA-kupában. Több meghatározó csapatot is legyőzött a The Football League-ből, az egyik legemlékezetesebb az 1949-es szereplés volt, amikor a Town 2-1-re legyőzte a Sunderlandet a negyedik fordulóban, majd 81 ezer néző előtt lépett pályára a Manchester United ellen, a Maine Roadon. A The Football League-be való feljutás után az FA Kupa-eredmények valamelyest visszaestek. 2004-ben a harmadik körig jutott a csapat, ahol a Liverpool volt az ellenfél. A meccs előtt a klub kiadott egy kislemezt, Yeovil True címmel, melyet csak a város boltjaiban lehetett kapni és a brit kislemezlista 36. helyét szerezte meg. 2005-ben a negyedik körig menetelt a Yeovil, ahol az akkor a Premier League-ben szereplő Charlton Athletickel csapott össze és szoros meccsen 3-2-re kikapott. Azóta nem sikerült komolyabb sikert elérnie a kupában.
A 2012-13 év végén úgy tűnt, hogy a klub újra fényes jövő előtt áll, mivel a harmadosztály rájátszásának döntőjében 2-1-re legyőzték a Brentfordot, de 2013-14-es szezonban a másodosztályt az utolsó helyen zárták, így újra Football League One-ban találták magukat.
A 2014-15-ös év sem volt a legsikeresebb ugyanis ismét a 24 egyben utolsó helyet szerezték meg és a negyedik vonalba estek vissza.

## Klubtörténet

### A Football League-en kívül
A csapat elődjét, a Yeovil Football Clubot 1890-ben alapították és a helyi rögbicsapat pályáját használta fennállása során. A klubot 1895-ben Yeovil Casuals néven újjáalakították és átöltözött a Pen Mill Athletic Groundra. A Yeovil Town nevet 1907-ben vette fel, amiből egy rövid időre, a Petters Uniteddel való egyesülés után Yeovil and Petters United lett.
A klub az 1948/49-es szezonban vonta először magára "óriásölőként" a figyelmet, amikor az FA Kupa negyedik körében, hazai pályán, 17 ezer szurkoló előtt 2-1-re legyőzte a Sunderlandet. Az ötödik fordulóban a Manchester United ideiglenes otthonába, a Main Roadra utazott, ahol 81 ezer néző előtt 8-0-ra kikapott.
1955 és 1973 között a Yeovil háromszor lett bajnok a Southern Football League-ben és kétszer végzett a második helyen. Ezen időszak alatt a klub többször is kérte felvételét a The Football League-be. A sikerhez 1976-ban járt a legközelebb, de néhány szavazat akkor is hiányzott. 1979-ben a csapat alapító tagja lett a Football Conference-nek, majd 1985-ben kiesett az Isthmian League-be. 1988-ban bajnokként jutott vissza a Conference-be.
A Town 1990-ben megnyerte a Bob Lord Challenge Trophyt, majd három évvel később a Conference a negyedik helyén végzett, ami az addigi legjobb bajnoki eredménye volt. 1995 januárjában a korábbi Weymouth- és Tottenham-játékos, Graham Roberts lett a klub menedzsere, de nem tudta beváltani a hozzá fűzött reményeket és a csapat visszaesett az Isthmian League-be. A zöld-fehérek 1997-ben bajnokok lettek és visszajutottak a Football Conference-be, rekordnak számító 101 pontot szerezve.
1998-ban Colin Lippiatt lett a menedzser, aki 1999-ben leigazolta a később a klub legendájává váló Terry Skivertont. 2001 júniusában Gary Johnson ült le a kispadra, akinek az irányítása alatt a csapat megnyerte az FA Trophyt, miután a Villa Parkban 2-0-ra legyőzte a Stevenage Borough-t. A Yeovil a 2002/03-as szezonban bajnok lett a Conference Nationalben, így története során először feljutott a The Football League-be. Az idény során a klub veretlen maradt a Huish Parkban, 100 gólt lőtt, 95 pontot gyűjtött, 17 ponttal megelőzve a második helyezettet. Utóbbi jelenleg is rekordnak számít. A csapatban ekkoriban olyan játékosok játszottak, mint Gavin Williams, Lee Johnson, Chris Weale, Darren Way és Adam Lockwood. Williams később a Premier League-ben is kipróbálhatta magát, a West Ham United színeiben.

### A Football League-ben
A Yeovil első meccsét a The Football League-ben a Rochdale ellen játszotta és 3-1-re győzött. A szezont a negyedosztály nyolcadik helyén zárta, az FA Kupában pedig a harmadik körig jutott, ahol a Liverpoolt fogadta hazai pályán és 2-0-ra kikapott. A 2004/05-ös idényben bajnok lett a League Two-ban, 83 pontot gyűjtve, így feljutott a harmadosztályba. A szezon során az addigi tulajdonos, John Goddard-Watts eladta a klubot David Webbnek, aki a pénzügyi igazgatói teendőket is átvette az elnöktől, John Frytól.

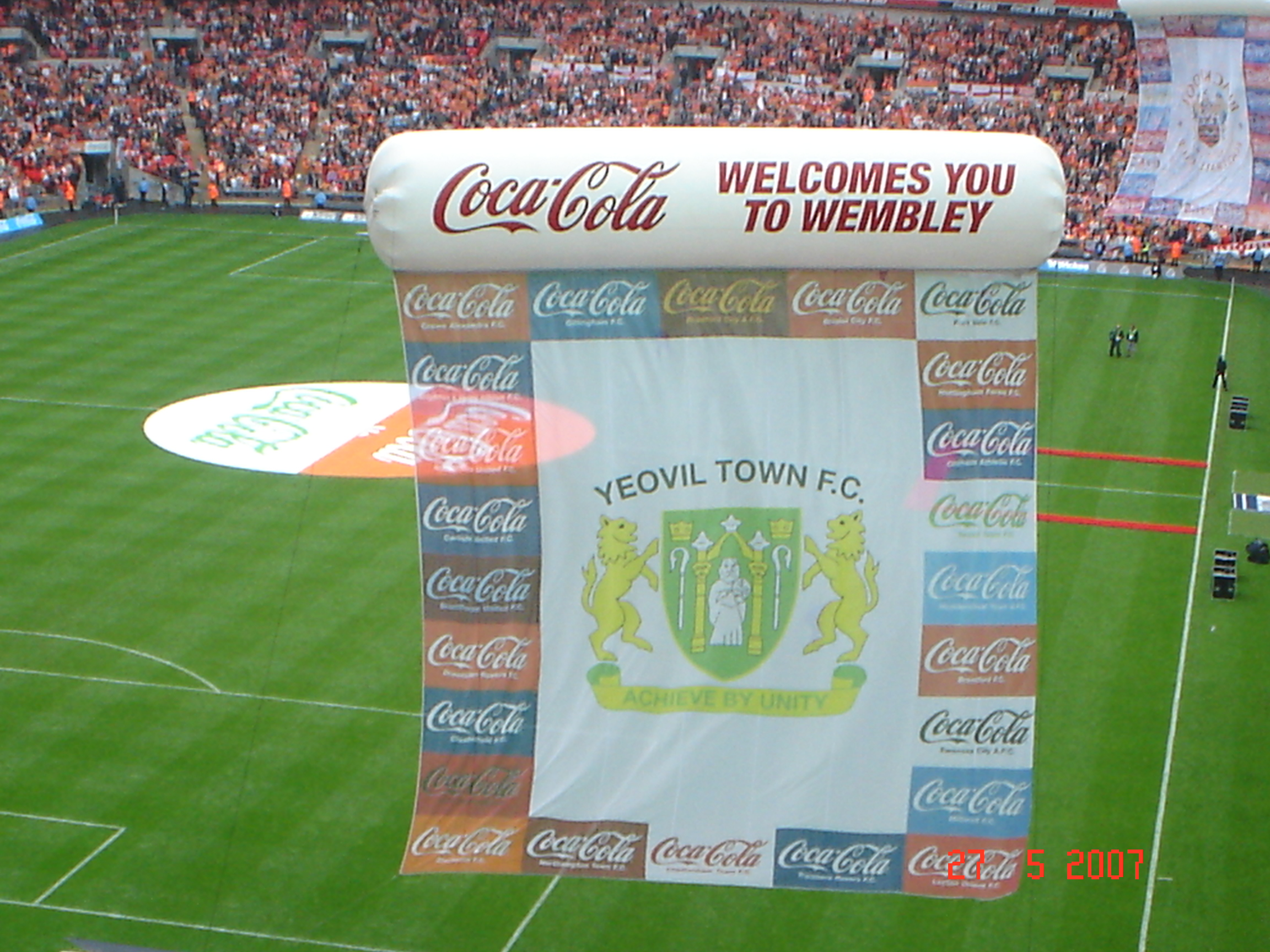
A Yeovil zászlaja a Wembleyben

A 2005/06-os évad kezdetén Gary Johnson menedzser a Bristol Cityhez távozott. Helyét asszisztense, Steve Thompson vette át, segédje pedig Kevin Hodges lett. Az idény végére Thompson pályaedző lett és Russell Slade ült le a kispadra. John Fry időközben felvásárolta David Webb összes részesedését a klubban, így ő lett a csapat új tulajdonosa.
A következő idényben a Town az ötödik helyen végzett, így bejutott a másodosztályba való feljutásért játszott play-offba. Az elődöntőben összesítésben 5-4-re legyőzte a Nottingham Forestet, miután az első meccset 2-0-ra elveszítette. A Wembleyben játszott döntőn 2-0-s vereséget szenvedett a Blackpool ellen.
A 2007/08-as évad már kevésbé volt sikeres a csapat számára, mindössze a 18. helyet sikerült megszereznie, 52 pontot gyűjtve. Russel Slade a következő szezont is a Yeovil kispadján kezdte, de 2009 februárjában távozott onnan. Egy meccs erejéig, megbízott menedzserként Steve Thompson vette át az irányítást, majd a vezetőség a csapatkapitányt, Terry Skivertont nevezte ki vezetőedzővé, segédje pedig Nathan Jones lett. A páros első győzelmére hét meccset kellett várni, ekkor a szintén a kiesés ellen küzdő Swindon Townt sikerült legyőzni 1-0-ra. A győzelem valamelyest fellendítette a csapat formáját és következő három meccséből kettőt megnyert, egy pedig döntetlenre végződött. A bennmaradást 2009. április 25-én, egy Tranmere Rovers elleni 1-1-es döntetlennel biztosította a klub. A bennmaradás kiharcolásában nagy szerepe volt a Tottenham Hotspurtől kölcsönvett Jonathon Obikának, aki négy gólt szerzett.
A csapat jól kezdte a 2009/10-es szezont, első meccsén 2-0-ra legyőzte a Tranmere Roverst. Ezután a következő hat meccsén veretlen maradt és legyőzte a Brentfordot, a Carlisle Unitedet és a Bristol Roverst is. A jó sorozatnak egy idegenbeli, 4-0-s vereség vetett véget a Leeds United ellen, 2009. október 31-én. A Bristol Citytől kölcsönben visszatérő Gavin Williams is nagyban hozzájárult ahhoz, hogy a klub a szezont a középmezőnyben fejezte be.
A 2010/11-es szezon első felében rossz formában volt a Yeovil, karácsonykor a tabella utolsó helyén állt. Max Ehmer és Paul Wotton leigazolása nagyot lendített a teljesítményen és 2011 januárjában veretlen maradt a csapat. A remek teljesítmény miatt Terry Skiverton neve is felmerült a hónap legjobb menedzserének járó díj kiosztásakor, a három gólt szerző Paul Huntington pedig megkapta a hónap legjobb játékosának járó kitüntetést. Márciusban a csapat 5-1-re győzött a Leyton Orient otthonában, ami máig a legnagyobb arányú idegenbeli győzelme a The Football League-ben. A szezon végén a klub produkált egy hatmeccses veretlenségi sorozatot, a Notts Countyt, a Colchester Unitedet és a Carlisle Unitedet is legyőzve, ezzel a 14. helyen végezve. Ez volt a Town második legjobb eredménye a The Football League-ben, a 2007-es ötödik hely után. Dean Bowditch lett a házi gólkirály 15 találattal, míg a legtöbb gólpasszt Andy Welsh adta, aki a szezon végén a Carlisle Unitedhez igazolt.
A következő idényt szintén gyengén kezdte a csapat és karácsonykor az előző évhez hasonlóan a kiesőzónában volt. A vezetőség az edzőváltástól várta a megoldást, 2012. január 9-én Gary Johnson visszatért a kispadra és az addigi menedzser, Terry Skiverton lett a segédje. A 2012/13-as évadban addigi története legjobb szezonkezdetét produkálta a klub és első négy meccsén tíz pontot szerzett. A veretlenségi sorozat 2012. szeptember 8-án, egy AFC Bournemouth elleni rangadón elszenvedett 1-0-s vereséggel ért véget. A Ligakupa második fordulójában a Premier League-ben szereplő West Bromwich Albiont látta vendégül a klub. Bár hamar vezetést szerzett, végül 4-2-re kikapott. A mérkőzés sokáig döntetlenre állt, de Shane Long és Yassine El Ghanassy késői góljaival a birminghamiek kiharcolták a továbbjutást. A Yeovil a negyedik helyen végzett a League One-ban, így bejutva a rájátszásba. Az elődöntőben összesítésben 2-1-re legyőzte a Sheffield Unitedet és bejutott a 2013. május 19-én rendezett döntőbe, ahol a Brentford volt az ellenfele. A Town 2-1-re győzött, így fennállása során először feljutott a másodosztályba.

## Riválisok
Mivel Somerset megyében nincs nagyobb labdarúgócsapat, a Yeovilnak nincs komoly városi vagy megyei riválisa. A The Football League-en kívül töltött időszakban a Weymouth volt a csapat első számú riválisa, de a két klubot hosszú ideje több osztály választja el egymástól és tétmeccset utoljára az 1990-es években játszottak egymással, így a rivalizálás is alábbhagyott. A Hereford United is a Town riválisai közé tartozik, mivel sokszor összecsaptak a The Football League-en kívüli korszakukban. A Bristol City és a Bristol Rovers is a kevésbé kedvelt ellenfelek közé tartozik.
A közeli megyékben található csapatok közül az Exeter City, a Swindon Town és az AFC Bournemouth tartozik a Yeovil riválisai közé. Az Exeterrel 2009 augusztusában csapott össze először a csapat a The Football League-ben, a találkozó 1-1-es döntetlennel végződött.

## Bajnoki eredmények
| Szezon  | Bajnokság                      | Bajnokság | Bajnokság | Bajnokság | Bajnokság | Bajnokság | Bajnokság | Bajnokság | Bajnokság | FA Kupa | Ligakupa | Football League Trophy | Gólkirály                 | Gólkirály |
| Szezon  | Osztály                        | M         | Gy        | D         | V         | RG        | KG        | Pont      | Helyezés  | FA Kupa | Ligakupa | Football League Trophy | Gólkirály                 | Gólkirály |
| ------- | ------------------------------ | --------- | --------- | --------- | --------- | --------- | --------- | --------- | --------- | ------- | -------- | ---------------------- | ------------------------- | --------- |
| 2003/04 | Football League Third Division | 46        | 23        | 5         | 18        | 70        | 57        | 74        | 8.        | 3. kör  | 1. kör   | 2. kör                 | Gavin Williams/Kevin Gall | 13        |
| 2004/05 | Football League Two            | 46        | 25        | 8         | 13        | 90        | 65        | 83        | 1.        | 4. kör  | 2. kör   | 1. kör                 | Phil Jevons               | 29        |
| 2005/06 | Football League One            | 46        | 15        | 11        | 20        | 54        | 62        | 56        | 15.       | 2. kör  | 2. kör   | 1. kör                 | Phil Jevons               | 16        |
| 2006/07 | Football League One            | 46        | 23        | 10        | 13        | 55        | 39        | 79        | 5.        | 1. kör  | 1. kör   | 1. kör                 | Wayne Gray                | 11        |
| 2007/08 | Football League One            | 46        | 14        | 10        | 22        | 38        | 59        | 52        | 18.       | 1. kör  | 1. kör   | 3. kör                 | Lloyd Owusu               | 11        |
| 2008/09 | Football League One            | 46        | 12        | 15        | 19        | 41        | 66        | 51        | 17.       | 1. kör  | 2. kör   | 2. kör                 | Gavin Tomlin              | 9         |
| 2009/10 | Football League One            | 46        | 13        | 14        | 19        | 55        | 59        | 53        | 15.       | 1. kör  | 1. kör   | 1. kör                 | Dean Bowditch             | 10        |
| 2010/11 | Football League One            | 46        | 16        | 11        | 19        | 56        | 66        | 59        | 14.       | 2. kör  | 1. kör   | 1. kör                 | Dean Bowditch             | 15        |
| 2011/12 | Football League One            | 46        | 14        | 12        | 20        | 59        | 80        | 54        | 17.       | 2. kör  | 1. kör   | 2. kör                 | Andy Williams             | 17        |
| 2012/13 | Football League One            | 46        | 23        | 8         | 15        | 71        | 56        | 77        | 4.        | 1. kör  | 2. kör   | Területi döntő         | Paddy Madden              | 23        |

## Játékosok

### Jelenlegi keret
2021. május 25. szerint
| #  |     | Poszt | Név                                                 |
| -- | --- | ----- | --------------------------------------------------- |
| 1  | ENG | K     | Adam Smith (kölcsönben a Forest Green Rovers-tól)   |
| 3  | ENG | V     | Carl Dickinson                                      |
| 6  | ENG | V     | Luke Wilkinson                                      |
| 7  | ENG | KP    | Matt Worthington                                    |
| 8  | ENG | KP    | Lawson D’Ath                                        |
| 9  | IRL | CS    | Rhys Murphy                                         |
| 10 | ENG | KP    | Jimmy Smith                                         |
| 11 | ENG | CS    | Matty Warburton (kölcsönben a Northampton Town-tól) |
| 14 | SCO | V     | Michael Kelly (kölcsönben a Bristol Rovers-tól)     |
| 16 | ENG | KP    | Gabriel Rogers                                      |
| 18 | ALB | KP    | Albi Skendi                                         |
| 19 | IRL | CS    | Joe Quigley                                         |

| #  |     | Poszt | Név                                                  |
| -- | --- | ----- | ---------------------------------------------------- |
| 20 | WAL | KP    | Alex John                                            |
| 21 | ENG | KP    | Tom Knowles                                          |
| 22 | ENG | KP    | Charlie Lee                                          |
| 24 | ENG | CS    | Josh Neufville (kölcsönben a Luton Town-tól)         |
| 25 | ENG | KP    | Emmanuel Sonupe                                      |
| 26 | ENG | V     | Max Hunt                                             |
| 27 | FIN | V     | Alex Bradley                                         |
| 31 | ENG | K     | Max Evans                                            |
| 32 | ENG | V     | Josh Staunton                                        |
| 33 | ENG | CS    | Reuben Reid                                          |
| 34 | ENG | CS    | Chris Dagnall                                        |
| 35 | WAL | V     | Billy Sass-Davies (kölcsönben a Crewe Alexandra-tól) |

## Szakmai stáb

### Vezetőség
- Elnök: Scott Priestnall
- Pénzügyi igazgató: Martyn Starnes
- Igazgatók: Allinson, Ron Budden, Norman Hayward, David Lee, Andy Rossiter, Brian Willis
- Szövetségi igazgatók: Alan Chamberlain, Jean Cotton, John Dover, Bob Lelliott, Martyn Starnes
- Titkár: Jean Cotton, Cristie Baker[19][20][21]

### Edzők
- Menedzser: Darren Sarll
- Másodedző: Terry Skiverton
- Pályaedző: Mark Jones
- Kapusedző: Darren Behcet
- Fizioterapeuta: Martin Armand

## Menedzserek
| Időszak   | Név             |
| --------- | --------------- |
| 1923–1928 | Jack Gregory    |
| 1928–1929 | Tommy Lowes     |
| 1929–1933 | David Pratt     |
| 1933–1935 | Louis Page      |
| 1935–1938 | Dave Halliday   |
| 1938–1946 | Billy Kingdon   |
| 1946–1949 | Alec Stock      |
| 1949–1951 | George Paterson |
| 1951–1953 | Harry Lowe      |
| 1953–1957 | Ike Clarke      |
| 1957      | Norman Dodgin   |
| 1957–1960 | Jimmy Baldwin   |
| 1960–1964 | Basil Hayward   |
| 1964–1965 | Glyn Davies     |
| 1965–1967 | Joe McDonald    |

| Időszak   | Név             |
| --------- | --------------- |
| 1967–1969 | Ron Saunders    |
| 1969–1972 | Mike Hughes     |
| 1972–1975 | Cecil Irwin     |
| 1975–1978 | Stan Harland    |
| 1978–1981 | Barry Lloyd     |
| 1981      | Malcolm Allison |
| 1981–1983 | Jimmy Giles     |
| 1983      | Mike Hughes     |
| 1983–1984 | Trevor Finnigan |
| 1984      | Steve Coles     |
| 1984      | Ian MacFarlane  |
| 1984–1987 | Gerry Gow       |
| 1987–1990 | Brian Hall      |
| 1990–1991 | Clive Whitehead |
| 1991–1993 | Steve Rutter    |

| Időszak   | Név             |
| --------- | --------------- |
| 1994–1995 | Brian Hall      |
| 1995–1998 | Graham Roberts  |
| 1998–1999 | Colin Lippiatt  |
| 1999–2000 | Steve Thompson  |
| 2000      | David Webb      |
| 2000      | Steve Thompson  |
| 2000–2001 | Colin Addison   |
| 2001–2005 | Gary Johnson    |
| 2005–2006 | Steve Thompson  |
| 2006–2009 | Russell Slade   |
| 2009      | Steve Thompson  |
| 2009–2012 | Terry Skiverton |
| 2012–2015 | Gary Johnson    |
| 2015      | Terry Skiverton |
| 2015      | Paul Sturrock   |

| Időszak   | Név          |
| --------- | ------------ |
| 2015–2019 | Darren Way   |
| 2019      | Neale Marmon |
| 2019–     | Darren Sarll |

## Igazgatók
A következő listában a Yeovil Town eddigi igazgatóinak neve olvasható.
| 1923–25 | E.J. Farr          |
| 1925–27 | E.P. Wrinch        |
| 1927–29 | W. Stanley Johnson |
| 1929–31 | W.J. Farthing      |
| 1931–33 | Stanley H. Vincent |
| 1933–36 | George E. Fox      |
| 1936–38 | Stanley Gates      |
| 1938–48 | H.A. Smith         |
| 1948–62 | W.H. Farthing      |

| 1962–66   | S. Pinder          |
| 1966–69   | G.E. Templeman     |
| 1969–71   | S. Norman Burfield |
| 1971–74   | I.B. Rendall       |
| 1974–82   | D.J. Hawker        |
| 1982–91   | Gerry A. Lock      |
| 1991–96   | Bryan W. Moore     |
| 1996–2019 | John Fry           |
| 2019-     | Scott Priestnall   |

## Sikerek
League One (harmadosztály)
- A rájátszás győztese: 2012/13
- A rájátszás ezüstérmese: 2006/07

League Two (negyedosztály)
- Bajnok: 2004/05

Conference National (ötödosztály)
- Bajnok: 2002/03
- Második: 2000/01

FA Trophy
- Győztes: 2002

Isthmian League
- Bajnok: 1987/88, 1996/97
- Második: 1985/86, 1986/87

Southern League
- Bajnok: 1954/55, 1963/64, 1970/71
- Második: 1969/70, 1972/73, 1975/76

Southern League Western Division
- Bajnok: 1923/24, 1931/32, 1934/35

Western League
- Bajnok: 1921/22, 1924/25, 1929/30, 1934/35
- Második: 1930/31, 1931/32, 1937/38, 1938/39

Somerset Professional Cup
- Győztes: 1913, 1930, 1931, 1933, 1935, 1938, 1939, 1950, 1951, 1954, 1955, 1956, 1957 (a Bristol Cityvel közösen), 1962, 1963, 1965, 1969 (a Frome Townnal közösen), 1973, 1976, 1979, 1997, 1998, 2005

Western Football League Cup
- Győztes: 1959

Forse Somerset Charity Cup
- Győztes: 1911

### Klubrekordok
- Legtöbb mérkőzés: Len Harris, 691 meccs (1958–1972)
- Legtöbb gól: Johnny Hayward, 548 gól (1906–1928)
- Legtöbb bajnoki gól: Dave Taylor, 285 gól (1960–1969)
- Legnagyobb nézőszám: 17 123 fő, 1949. január 29-én, a Sunderland ellen, az FA Kupában
- Legnagyobb nézőszám a The Football League-ben: 9527 fő, 2008. április 25-én, a Leeds United ellen
- A csapatot leghosszabb ideig szolgáló játékos: Len Harris, 14 év (1958–1972)
- A csapatot leghosszabb ideig szolgáló menedzser: Billy Kingdon, 8 év (1938–1946)
- Legdrágábban eladott játékosok: Arron Davies és Chris Cohen, összesen 1,2 millió fontért, 2007 júliusában, a Nottingham Forestnek
- Legdrágábban igazolt játékos: Pablo Bastianini, 250 ezer fontért, a Quilmes ACtól
- Legnagyobb győzelem a The Football League-ben: 6-1, az Oxford United ellen, 2004. szeptember 16-án
- Legnagyobb vereség a The Football League-ben: 0-6, a Stevenage ellen, 2012. április 14-én

## Külső hivatkozások
- Hivatalos honlap Archiválva 2013. június 10-i dátummal a Wayback Machine-ben
- A Yeovil Town a Twitteren
- A csapattal kapcsolatos hírek a BBC-n
- A csapattal kapcsolatos hírek a Sky Sportson